# Мария-Жозефина Савойская
Мария-Жозефина-Луиза Савойская (фр. Marie-Joséphine-Louise de Savoie, итал. Maria Giuseppina Luisa di Savoia; 2 сентября 1753, Турин, Сардинское королевство — 13 ноября 1810, Хартвелл Хаус, Великобритания) — титулярная королева Франции, жена Людовика XVIII, принцесса Сардинская и Пьемонтская. Родилась в Турине и умерла в Хартвелл Хаусе, английской резиденции изгнанной французской королевской семьи.

## ПринцессаСавойского Дома
Мария Джузеппина Луиджия, как её звали по-итальянски, третий ребёнок и вторая дочь Виктора Амадея III, короля Сардинии, и его супруги королевы Марии Антонии Фернанды Бурбонской, инфанты Испанской.
Её бабушкой и дедушкой по отцовской линии были Карл Эммануил III король Сардинии и его жена Поликсена Кристина Гессен-Ротенбургская, дочь Эрнеста Леопольда, ландграфа Гессен-Ротенбургского.
Бабушка и дедушка по материнской линии — Филипп V Испанский и его вторая жена — Елизавета Фарнезе. Сестра Марии Джузеппины, Мария-Тереза, вышла замуж за Шарля де Бурбона, графа де Артуа, будущего Карла X короля Франции, деверя Марии Джузеппины.
Также кузиной Марии-Жозефины была принцесса де Ламбаль, которая участвовала в переговорах о её браке.

## Де-юрекоролева Франции
16 апреля 1771 года Мария-Жозефина Савойская вышла замуж за Луи Станисласа Ксавье де Бурбона, графа Прованского (будущего Людовика XVIII). Между супругами не существовало любви и брак их был бездетным. Обе беременности её в 1774 и 1781 закончились выкидышами. В придворных кругах своего брата граф Прованский не играл никакой роли, а жена его, женщина хитрая и неискренняя, не была любима членами королевской семьи. Не сходясь с обществом, Мария-Жозефина жила особняком в парке Монтрёй, где занималась хозяйством и разводила птиц.
После Французской революции, в 1791 году она бежала из Парижа и нашла приют у своего отца в Турине. Граф Прованский, объявивший себя регентом, жил в Вероне. 
После смерти Людовика XVII, единственного выжившего сына Людовика XVI и Марии-Антуанетты, в тюрьме в Тампле (16 июня 1795), французский двор в изгнании объявил графа Прованского королём Франции под именем Людовика XVIII. С этого времени для него начались скитания по Европе.
Мария-Жозефина, став де-юре королевой Франции, продолжала жить в Турине, где, по обыкновению, вела замкнутый образ жизни. Её общество состояло лишь из одной фрейлины Маргариты де Гурбильон, которую Людовик XVIII и его двор недолюбливали. Некоторые историки предполагают возможные лесбийские отношения королевы с её фрейлиной как первопричину её разногласия с мужем. 
Вторжение Наполеона в Италию в 1796 году заставило подруг переехать в Германию, они поселились в земле Шлезвиг-Гольштейн.
Желая увеличить блеск своего двора, Людовик XVIII вызвал жену в Митаву (в те годы город уже перешёл под власть Российской Империи), предъявив ей требование, чтобы она не привозила с собой своей фаворитки. Прошло восемь лет с тех пор, как супруги расстались.
Когда 3 июня 1799 года королева прибыла в Митаву, г-жа де Гурбильон также приехала, но остановилась в городском предместье. В Митаве Мария-Жозефина опять жила обособленно, навещая, украдкой от мужа, свою фаворитку, тяготилась своим безденежьем и суровым климатом России, и изъявляла желание уехать. В марте 1801 года, когда Людовик XVIII получил из Испании денежное пособие, ей удалось отправиться на воды в Пирмонт. 
В сентябре 1803 года, оставшись без средств, Мария-Жозефина приехала к мужу в Варшаву, но не нашла там того комфорта, к которому привыкла: в её распоряжении было всего две комнаты, а единственным доступным развлечением оказались прогулки по Саксонскому саду. 
С апреля 1805 года она снова жила с мужем в Митаве, до тех пор, пока в октябре 1807 года они не переехали в Англию. Сначала они жили в Эссексе, а в следующем году осели в замке Хартвелл .

## Смерть и похороны
Королева Мария-Жозефина умерла от отеков в замке Хартвелл, но была захоронена в Кальярском соборе на Сардинии. Там её брат, король Сардинии Карл Феликс, установил внушительный памятник на её могиле с надписью «sapiens, prudens, pientissima» и «Galliarum Regina», буквально «Королева Галлии», то есть Франции.